# Durio macrantha
Durio macrantha är ett fruktträd i släktet Durian som producerar ätbara frukter.